# Unterseeboot 740
L'Unterseeboot 740 ou U-740 est un sous-marin allemand (U-Boot) de type VIIC utilisé par la Kriegsmarine pendant la Seconde Guerre mondiale.
Le sous-marin fut commandé le 10 avril 1941 à Dantzig (Schichau-Werke), sa quille fut posée le 26 avril 1942, il fut lancé le 23 décembre 1942, et mis en service le 27 mars 1943, sous le commandement de l'Oberleutnant zur See Günther Stark.
L'U-740 n'endommagea ou ne coula aucun navire au cours des 2 patrouilles (33 jours en mer) qu'il effectua.
Il fut coulé par l'aviation britannique au large de Brest, en juin 1944.

## Conception
Unterseeboot type VII, l'U-740 avait un déplacement de 769 tonnes en surface et 871 tonnes en plongée. Il avait une longueur totale de 67,10 m, un maître-bau de 6,20 m, une hauteur de 9,60 m et un tirant d'eau de 4,74 m. Le sous-marin était propulsé par deux hélices de 1,23 m, deux moteurs diesel Germaniawerft M6V 40/46 de 6 cylindres en ligne de 1400 cv à 470 tr/min, produisant un total de 2 060 à 2 350 kW en surface et de deux moteurs électriques AEG GU 460/8–27 de 375 cv à 295 tr/min, produisant un total 550 kW, en plongée. Le sous-marin avait une vitesse en surface de 17,7 nœuds (32,8 km/h) et une vitesse de 7,6 nœuds (14,1 km/h) en plongée. Immergé, il avait un rayon d'action de 80 milles marins (150 km) à 4 nœuds (7,4 km/h; 4,6 milles par heure) et pouvait atteindre une profondeur de 230 m. En surface son rayon d'action était de 8 500 milles nautiques (soit 15 700 km) à 10 nœuds (19 km/h).
 L'U-740 était équipé de cinq tubes lance-torpilles de 53,3 cm (quatre montés à l'avant et un à l'arrière) qui contenait quatorze torpilles. Il était équipé d'un canon de 8,8 cm SK C/35 (220 coups) et d'un canon antiaérien de 20 mm Flak. Il pouvait transporter 26 mines TMA ou 39 mines TMB. Son équipage comprenait 4 officiers et 40 à 56 sous-mariniers.

## Historique
Il suit sa formation de base au sein de la 8. Unterseebootsflottille jusqu'au 31 mars 1944, puis il intègre son unité de combat dans la 1. Unterseebootsflottille.
Sa première patrouille est précédée d'un court trajet de Kiel à Bergen. Elle commence le 27 mars 1944 au départ de Bergen pour opérer en zone GIUK et autour des îles britanniques. Après 26 jours en mer, il rejoint son port d'attache de Brest qu'il atteint le 21 avril 1944.
Il reprend la mer pour sa deuxième patrouille le 6 juin 1944 pour la Manche dans l'objectif de détruire des navires de ravitaillement alliés après le D-Day. Il est coulé avant d'arriver dans sa zone d'opérations le 8 juin 1944 à 2 h 15 du matin, à l'est de Brest à la position géographique 48° 27′ N, 5° 47′ O, par des grenades anti-sous-marines larguées par un B-24 britannique du 224 Sqn RAF/G.
Les 51 membres d'équipage meurent dans cette attaque.

## Affectations
- 8. Unterseebootsflottille du 27 mars 1943 au 31 mars 1944 (Période de formation).
- 1. Unterseebootsflottille du 1er avril 1944 au 8 juin 1944 (Unité combattante).

## Commandement
- Kapitänleutnant Günther Stark du 27 mars 1943 au 8 juin 1944.

## Patrouilles
|       | Commandant           | Départ       | Départ | Arrivée       | Arrivée | Jours    | Succès |
| ----- | -------------------- | ------------ | ------ | ------------- | ------- | -------- | ------ |
|       | Kptlt. Günther Stark | 11 mars 1944 | Kiel   | 14 mars 1944  | Bergen  | 4 jours  |        |
| 1     | Kptlt. Günther Stark | 27 mars 1944 | Bergen | 21 avril 1944 | Brest   | 26 jours |        |
| 2     | Kptlt. Günther Stark | 6 juin 1944  | Brest  | 8 juin 1944   | Coulé   | 3 jours  |        |
| Total | Total                | Total        | Total  | Total         | Total   | 33 jours | 0 t    |

Note : Kptlt. = Kapitänleutnant